# Vassalagem
Vassalagem (do latim medieval vassus, latinização do termo de origem celta gwas, "rapaz") na Idade Média, consistia em um acordo de serviços recíproco entre uma pessoa política e economicamente menos influente e uma outra que sob esses aspectos lhe era superior. O fenómeno é próprio do sistema feudal, que considerava pilar do equilíbrio político, militar e económico a divisão do território e o regime de propriedade decorrente disso.
Assim, um vassalo é uma pessoa que tem uma obrigação mútua a um senhor ou soberano, no contexto do sistema feudal da Europa medieval.
A obrigação frequentemente incluía suporte militar por cavaleiros em troca de certos privilégios, usualmente incluindo posse de terras como feudo.
Dessa maneira, afirmam-se as relações de dependência pessoal, de vassalagem, garantindo aos senhores aumentar continuamente sua força militar, através do apoio armado que recebiam de seus vassalos (nobres hierarquicamente inferiores). Estes, em troca de fidelidade e lealdade a seu senhor, recebiam benefícios, como o feudo. A cerimónia da homenagem, através da qual o vassalo colocava suas mãos entre as do senhor, sacramentava, solenemente, os laços de dependência pessoal. Ao longo da Alta Idade Média, esse quadro político se consolida, afirmando-se o poder local, monopolizado pelo senhor feudal. Vale lembrar que a relação de suserania e vassalagem é exclusiva da classe nobre, ficando esta a cargo da força militar. Abaixo existiam os servos, os quais os vassalos (senhores feudais sub-enfeudados) tinham direito de alta e baixa justiça, aqueles lavravam a terra para o senhor feudal e não tinham participação na força bélica devido ao forte temor de sublevação.
O ritual é dividido em três partes: a homenagem, a fé e a investidura.
A primeira fase é a homenagem, a fase verbal. O vassalo exprime sua vontade de se tornar homem do senhor. Depois o vassalo coloca suas mãos entre as do senhor em sinal de submissão. A homenagem não poderia ser feita por procuração.
“Provavelmente a partir do período carolíngio, um segundo ritual, propriamente religioso, veio sobrepor-se ao anterior: com a mão estendida sobre os evangelhos ou sobre as relíquias, o novo vassalo jurava ser fiel ao seu senhor”.